# Rosyjska Galeria Hokejowej Sławy
Rosyjska Galeria Hokejowej Sławy (ros. Российский зал хоккейной славы – Rossijskij Zał Chokkiejnoj Sławy) – państwowa galeria sławy w hokeju na lodzie w Rosji.
Została ogłoszona 17 lutego 2014 w Soczi podczas odbywających się tam Zimowych Igrzysk Olimpijskich 2014 wraz z zaanonsowaniem powstania Muzeum Sławy (którego siedzibę wyznaczono na terenie Zakładu imienia Lichaczowa w Moskwie). W tej placówce zostaną zlokalizowane pamiątki po wszystkich 145 zawodnikach, przyjętych do Galerii Sławy. W tym miejscu powstanie „Park Legend”, w ramach którego oprócz muzeum będą utworzone dwa lodowiska o pojemności 12 000 i 3 000.
17 lutego 2014 przyjęto pierwszych 146 uhonorowanych do Galerii Sławy. Podczas uroczystości wręczono wyróżnienia w postaci pierścieni wybranych żyjącym członkom Galerii Sławy. Część z grupy wyróżnionych została przyjęta do Galerii Sławy pośmiertnie.
Lista wyróżnionych skupia zawodników oraz trenerów którzy swoje kariery rozpoczynali, prowadzili i zakończyli w okresie istnienia Związku Radzieckiego. Niektórzy z nich grali (bądź byli szkoleniowcami) w hokeja także po rozpadzie ZSRR (w zdecydowanej większości w barwach Rosji; aczkolwiek z uwagi na pochodzenie np. Darius Kasparaitis był Litwinem, a Vitālijs Samoilovs Łotyszem).
Spośród uhonorowanych karierę zawodniczą kontynuuje Nikołaj Chabibulin.

## Lista uhonorowanych
| - Boris Aleksandrow - Wieniamin Aleksandrow - Aleksandr Almietow - Władimir Ałfier - Siergiej Babinow - Jewgienij Babicz - Siergiej Bautin - Oleg Biełakowski - Jewgienij Biełoszejkin - Zinetuła Bilaletdinow - Ilja Bjakin - Jurij Blinow - Wiktor Blinow - Wsiewołod Bobrow - Igor Bołdin - Nikołaj Borszczewski - Pawieł Bure - Wiaczesław Bucajew - Wiaczesław Bykow - Władimir Bystrow - Michaił Byczkow - Nikołaj Chabibulin - Walerij Charłamow - Nikołaj Chłystow - Jurij Chmylow - Andriej Chomutow - Giennadij Cygankow - Arkadij Czernyszow - Aleksandr Czornych - Jewgienij Dawydow - Witalij Dawydow - Igor Dmitrijew - Nikołaj Drozdiecki - Nikołaj Epsztiejn - Wiaczesław Fietisow - Anatolij Firsow |  | - Aleksandr Gierasimow - Aleksiej Guryszew - Aleksiej Gusarow - Aleksandr Gusiew - Anatolij Ionow - Eduard Iwanow - Aleksandr Jakuszew - Wiktor Jakuszew - Siergiej Jaszyn - Władimir Jegorow - Władimir Jurzinow - Dmitrij Juszkiewicz - Walerij Kamienski - Siergiej Kapustin - Jurij Karandin - Nikołaj Karpow - Aleksiej Kasatonow - Darius Kasparaitis - Aleksandr Komarow - Wiktor Konowalenko - Jurij Korolow - Anatolij Kostriukow - Aleksiej Kowalow - Andriej Kowalenko - Władimir Kowin - Aleksandr Kożewnikow - Igor Krawczuk - Władimir Krutow - Jurij Kryłow - Alfred Kuczewski - Walentin Kuzin - Wiktor Kuźkin - Jurij Lapkin - Igor Łarionow - Konstantin Łoktiew - Andriej Łomakin |  | - Władimir Łutczenko - Boris Majorow - Jewgienij Majorow - Siergiej Makarow - Władimir Małachow - Aleksandr Malcew - Boris Michajłow - Siergiej Michajłow - Dmitrij Mironow - Jewgienij Miszakow - Grigorj Mkrtyczan - Aleksandr Mogilny - Jurij Moisiejew - Siergiej Mylnikow - Władimir Myszkin - Wiktor Nikiforow - Walentin Nikulcew - Jurij Ozierow - Jurij Pantiuchow - Aleksandr Paszkow - Wasilij Pierwuchin - Siergiej Pietrienko - Władimir Pietrow - Stanisław Pietuchow - Wiktor Połupanow - Witalij Prochorow - Nikołaj Puczkow - Aleksandr Ragulin - Igor Romiszewski - Vitālijs Samoilovs - Anatolij Sieglin - Anatolij Siemionow - Aleksandr Sidielnikow - Gienri Sidorienkow - Wadim Siniawski - Aleksandr Skworcow |  | - Nikołaj Sołogubow - Siergiej Starikow - Andriej Starowojtow - Wiaczesław Starszynow - Igor Stielnow - Siergiej Swietłow - Walentin Sycz - Władimir Szadrin - Wiktor Szalimow - Siergiej Szepielew - Michaił Sztalenkow - Wiktor Szuwałow - Anatolij Tarasow - Wiktor Tichonow - Wiktor Tiumieniew - Andriej Triefiłow - Iwan Triegubow - Władisław Trietjak - Igor Tuzik - Dmitrij Ukołow - Aleksandr Uwarow - Walerij Wasiljew - Michaił Wasiljew - Władimir Wikułow - Aleksandr Winogradow - Leonid Wołkow - Siergiej Zachwatow - Boris Zajcew - Oleg Zajcew - Jewgienij Zimin - Wiktor Zinger - Siergiej Zubow - Aleksiej Żamnow - Wiktor Żłuktow - Pawieł Żyburtowicz - Aleksiej Żytnik |